# سوشكي
 سوشكي أو سوشكا (جمع بالروسية: су́шки: مفرد بالروسية: су́шка «سوشكا») وهي حلقات خبز تقليدية صغيرة شرق أوروبية مقرمشة وحلوة بشكل معتدل.
كلمة «سوشكا» لها جذر مشترك مع الفعل الروسي «سوشيت» (сушить) «لـ يجف»، إشارة إلى القوام الجاف لهذه الحلقات، لذلك تؤكل كحلوى مع الشاي أو القهوة عادةً لتلينها، وفي بعض الأحيان مع مربى الفاكهة المختلفة أو القشدة الحامضة.
المكونات الرئيسية هي الدقيق والبيض والماء والملح. وتخلط المكونات معاً حتى تصبح عجينة متماسكة. يتم تقطيعها وتشكيلها ومن ثم تلف إلى شرائح رقيقة يبلغ سمكها نصف سنتيمتر ومن ثم تشكل بشكل حلقات. تُطبخ الحلقات في ماء مغلي مخلوط بالسكر، ومن ثم تخبز في الفرن. يبلغ حجم الحلقات عادةً حوالي 3 إلى 5 سم. وتغطى أحياناً ببذور الخشخاش.
تعلق السوشكي تقليدياً على حبل وتُباع في الشوارع أو في الأسواق الإقليمية. في الوقت الحاضرة يتم بيع السوشكي المعبأ مسبقاً صناعياً في متاجر المواد الغذائية في جميع أنحاء دول ما بعد الاتحاد السوفيتي. في بلدان أخرى يمكن العثوى على خبز السوشكي معبأ في الأسواق التي تبيع الأطعمة الروسية.

## منتجات مشابهة
ينتمي السوشكي إلى صنف منتجات الخبز الشرق أوروبية حلقية الشكل والتي تُسلق لفترة وجيزة قبل خبزها. يكون خبز البرانكي البيلاروسي والروسي أكبر حجماً وأكثر طراوةً، ولكنها لاتزال كثيفة لدرجة أنه غالباً ما يتم غمسها في الشاي مثل السوشكي. البوبليك الأوكراني وخبز الأبوارزانيك كراكوسكي البولندي أكبر وأكثر طراوة ولكن ليس بنفس طراوة البايغل اليهودي. يشار إلى جميع هذه المنتجات أيضاً باسم «بوبليك» بالروسية والأوكرانية. بدلا من ذلك يطلق عليها عموماً «برانكي» في روسيا و«أوبرينكي» في أوكرانيا و«أبارانكي» في بيلاروسيا.
تارالي وهو خبز إيطالي حلقي الشكل مشابه لخبز السوشكي. 

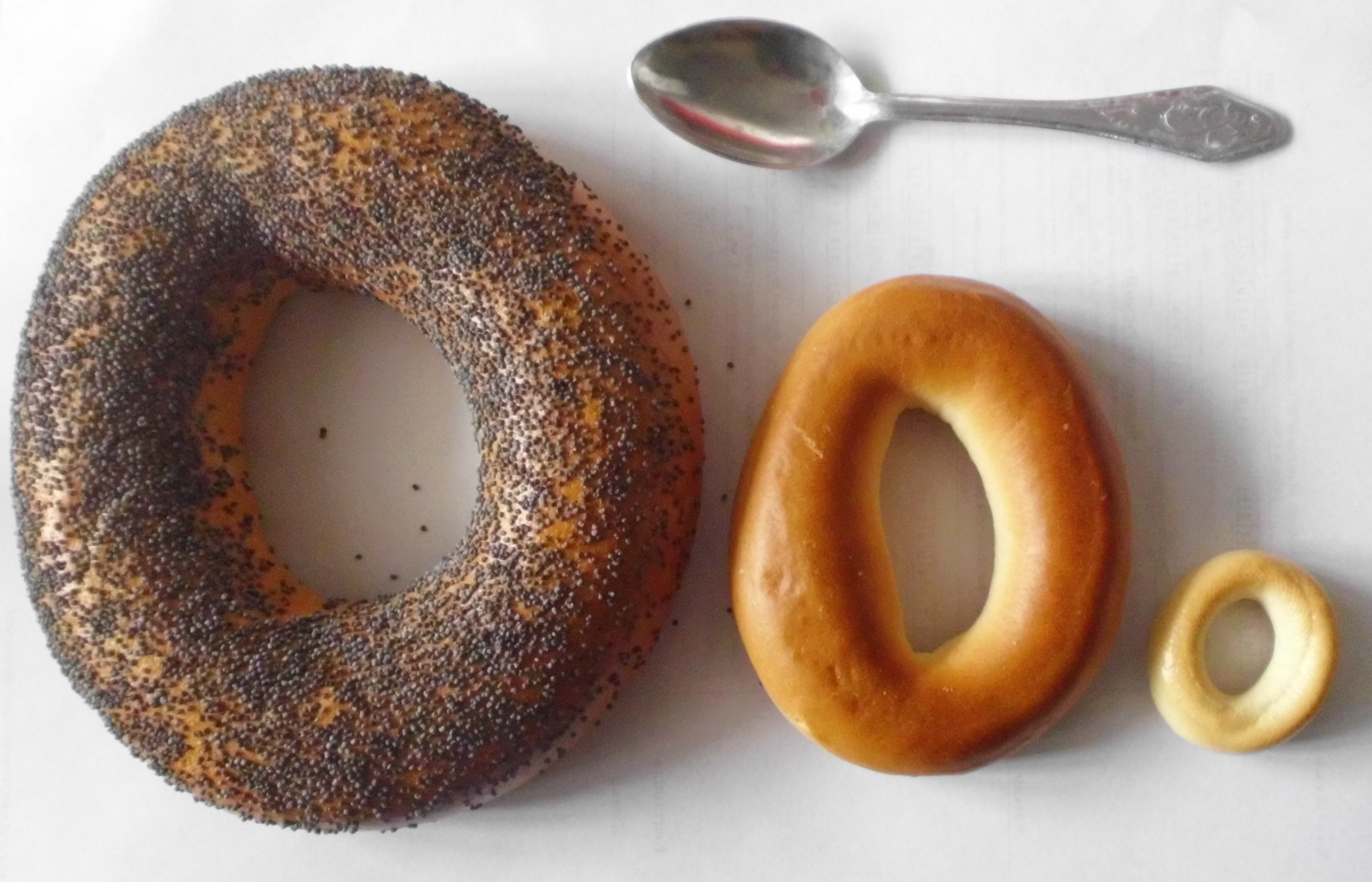
من اليمين إلى اليسار: سوشكي، برانكي، بوبليك ببذور الخشخاش.
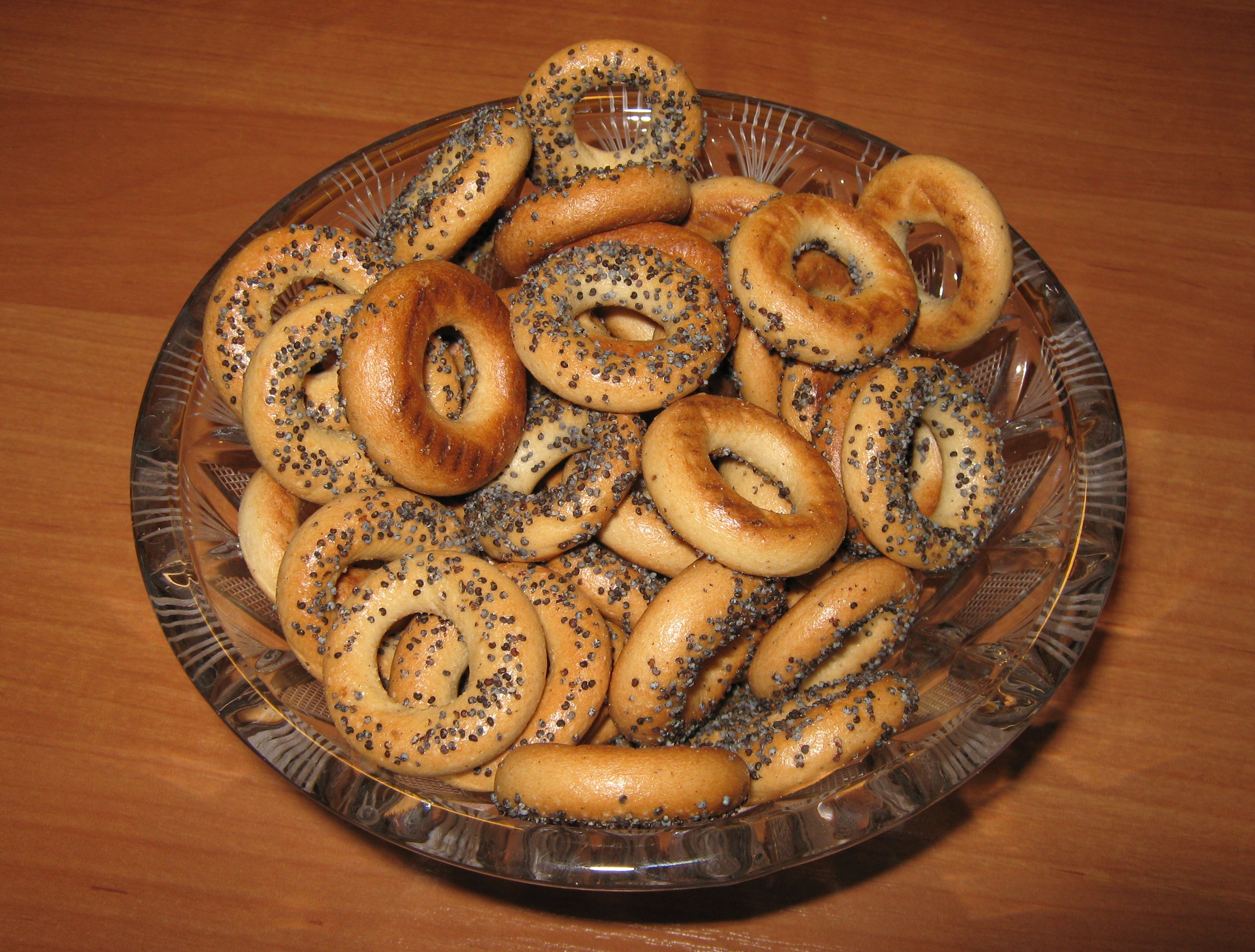
سوشكي ببذور الخشخاش.